# Perša Liha 2017-2018
La Perša Liha 2017-2018 è stata la 27ª edizione della seconda serie del campionato ucraino di calcio. La stagione è iniziata il 14 luglio 2017 ed è terminata il 19 maggio 2018.

## Stagione

### Novità
Al termine della passata stagione, sono salite in Prem"jer-liha Illičivec' e Veres Rivne, quest'ultima prendendo il posto del Desna Černihiv. Sono retrocesse in Druha Liha Bukovyna Černivci, Skala 1911 Stryj e Ternopil'. Sono salite dalla Druha Liha Žemčužyna Odessa, Ruch Vynnyky, Kremin' Kremenčuk e Balkany Zorja (quest'ultimo è stato ammesso a seguito della retrocessione d'ufficio in Druha Liha del Dnipro).
Dalla Prem"jer-liha 2016-2017 è retrocesso il Volyn'.

### Formula
Le diciotto squadre si affrontano due volte, per un totale di trentaquattro giornate. La prime due classificate vengono promosse Prem"jer-liha.
Le ultime tre classificate retrocedono in Druha Liha.

## Classifica finale
|  | Pos. | Squadra              | Pt | G  | V  | N  | P  | GF | GS | DR  |
|  | ---- | -------------------- | -- | -- | -- | -- | -- | -- | -- | --- |
|  | 1.   | Arsenal Kiev         | 75 | 34 | 23 | 6  | 5  | 59 | 23 | +36 |
|  | 2.   | Poltava              | 72 | 34 | 23 | 6  | 8  | 56 | 26 | +30 |
|  | 3.   | Desna Černihiv       | 71 | 34 | 22 | 5  | 7  | 71 | 25 | +46 |
|  | 4.   | Inhulec'             | 69 | 34 | 21 | 6  | 7  | 46 | 20 | +26 |
|  | 5.   | Kolos Kovalivka      | 61 | 34 | 19 | 4  | 11 | 39 | 30 | +9  |
|  | 6.   | Avanhard Kramators'k | 52 | 34 | 15 | 7  | 12 | 44 | 42 | +2  |
|  | 7.   | Ruch Vynnyky         | 51 | 34 | 14 | 9  | 11 | 36 | 30 | +6  |
|  | 8.   | Hirnyk-Sport         | 50 | 34 | 16 | 2  | 16 | 30 | 40 | -10 |
|  | 9.   | Helios Charkiv       | 46 | 34 | 14 | 4  | 16 | 35 | 43 | -8  |
|  | 10.  | Mykolaïv             | 44 | 34 | 12 | 8  | 14 | 39 | 50 | -11 |
|  | 11.  | Sumy                 | 42 | 34 | 12 | 6  | 16 | 30 | 37 | -7  |
|  | 12.  | Balkany Zorja        | 40 | 34 | 9  | 13 | 12 | 30 | 35 | -5  |
|  | 13.  | Volyn'               | 36 | 34 | 11 | 3  | 20 | 31 | 44 | -13 |
|  | 14.  | Obolon'-Brovar       | 35 | 34 | 9  | 8  | 17 | 24 | 37 | -13 |
|  | 15.  | Naftovyk-Ukrnafta    | 33 | 34 | 8  | 9  | 17 | 27 | 42 | -15 |
|  | 16.  | Kremin' Kremenčuk    | 32 | 34 | 9  | 5  | 20 | 25 | 54 | -29 |
|  | 17.  | Čerkas'kyj Dnipro    | 28 | 34 | 8  | 4  | 22 | 27 | 50 | -23 |
|  | 18.  | Žemčužyna Odessa     | 27 | 30 | 7  | 6  | 21 | 33 | 54 | -21 |

Legenda:
      Promossa in Prem'er-Liha 2018-2019
      Retrocessa in Druha Liha 2018-2019
      Esclusa a campionato in corso.
Note:
Tre punti a vittoria, uno a pareggio, zero a sconfitta.

## Spareggi promozione-retrocessione
|                | Risultati |                | Luogo e data                  |
| -------------- | --------- | -------------- | ----------------------------- |
| Čornomorec'    | 1-0       | Poltava        | Odessa, 23 maggio 2018        |
| Poltava        | 3-0 (dts) | Čornomorec'    | Poltava, 27 maggio 2018       |
|                |           |                |                               |
| Zirka          | 1-1       | Desna Černihiv | Kropyvnyc'kyj, 23 maggio 2018 |
| Desna Černihiv | 4-0       | Zirka          | Černihiv, 27 maggio 2018      |
|                |           |                |                               |